# Thomas Clayton
Thomas Clayton est un compositeur et violoniste britannique. Ses dates de naissance et de mort ne sont pas précisément connues

## Biographie
Le Grove Opera annonce qu’il est né à Londres le 28 octobre 1673 et mort à Londres le 23 septembre 1725, mais ne donne pas d’exactitudes puisqu’il donne comme date de naissance 1660-1670 et comme date de mort 1720-30. Le dictionnaire Honegger ne donne que la date de naissance vers 1670. Le dictionnaire de la musique de Riemann annonce que le compositeur est né vers 1670 et qu’il est mort en 1730 ; F.J. Fétis, quant à lui, donne dans sa Biographie des musiciens (Tome II) que Thomas Clayton est né vers 1655).
Il a fait des études en Italie après avoir servi à la cour entre 1692 et 1702. À son retour, il collabore avec Nicola Haym et Charles Dieupart à des représentations d’opéras dans le théâtre de Drury-Lane.
C’est dans ce même théâtre, que Thomas Clayton présenta Arsinoe, Queen of Cyprus le 16 janvier 1705. Cet opéra est le premier opéra « à la manière italienne » à être interprété sur le sol anglais.
Le dictionnaire Honegger annonce que Thomas Clayton a écrit 23 des 27 airs que comporte l’opéra. Ce même dictionnaire parle de Thomas Clayton comme un compositeur médiocre mais qui remporta un grand succès avec Arsinoe, Queen of Cyprus. Ce succès ne fut pas confirmé avec Rosamond composé sur un livret du journaliste Joseph Addison qui fut un véritable échec. C’est grâce au succès d’Arsinoe, Queen of Cyprus que Joseph Addison, servant avec The Spectator à la propagande des Whig, décida de créer son propre opéra : Rosamond. Le livret de Joseph Addison était fondé sur la vie de la maîtresse d’Henri II. Le journaliste avait introduit des personnages comiques au sein de son livret selon une tradition vénitienne déjà dépassée et le résultat fut voué à un échec cuisant. La faute en incomba au compositeur Thomas Clayton tandis que Joseph Addison s’en releva rapidement. Il faut avouer que, contrairement à Arsinoe, Queen of Cyprus, la musique était véritablement composée par Thomas Clayton. Cette expérience plongea Joseph Addison dans une rage contre l’opéra italien en général. Toute sa haine contre le genre lyrique italien se retrouve dans ses écrits publiés dans le journal The Spectator. Cependant, il faut faire attention à l’usage des propos de Joseph Addison dans le cadre de l’étude d’Arsinoe, Queen of Cyprus puisque tous les articles publiés dans The Spectator sont postérieurs à la représentation de l’opéra de Thomas Clayton.